# セイ!ヤング・オールナイトニッポン Are you ready? Oh!
セイ!ヤング・オールナイトニッポン　Are you ready? Oh!（セイ!ヤング・オールナイトニッポン アー・ユー・レディ? オー!）は2011年1月29日と30日に日本武道館で行われたコンサートライブ、2010年9月20日に放送された特別番組、2010年11月13日から2011年3月19日まで放送していた番組である。

## 番組の経緯
もともと、2つの番組は深夜番組という共通点こそあるが、強力なライバル関係にあった。
ニッポン放送では、1959年に「オールナイトニッポン」の前身で、深夜番組の草分け的存在「オールナイトジョッキー」を開始、その8年後の1967年、それを発展する形で「オールナイトニッポン」を開始した。

後述の「セイ!ヤング」と徹底的に違うのは、放送開始当初には、アナウンサーやディレクターといったニッポン放送内部の人間を起用したことがあげられる。当時のパーソナリティには糸居五郎や斉藤安弘などがいる。

1973年7月からはタレントパーソナリティを起用。泉谷しげるや南こうせつ、笑福亭鶴光などが出演し、爆発的人気を得る。その後も今日に至るまでニッポン放送の看板となっている。
一方の文化放送では、「オールナイト」より2年遅れの1969年から「セイ!ヤング」を放送開始。1981年までの間、土居まさる、みのもんた、吉田照美といった当時文化放送のアナウンサーのみならず、さだまさしや谷村新司などといった人気パーソナリティを次々輩出した。

その中でもさだまさしは、1981年以降も「ナイト&ラブさだまさしのセイ!ヤング」として、1994年までの間文化放送の看板番組パーソナリティとして出演している。

番組終了後、21世紀に入ってからも、「セイ!ヤング」を冠として、「セイ!ヤング21」や「セイ!ヤング ネクステージ」、その他にも同局のデジタルラジオ・インターネットラジオ「超!A&G+」で声優をパーソナリティとした「Say!You Young」が放送されるなど、文化放送の看板として今も語り継がれている。
そんな中、2011年1月29日と30日に、2つの番組から様々な歌手が出演し、「Are you ready? Oh!　セイ・ヤング オールナイトニッポンコンサート」が開かれる運びとなり、その前宣伝として番組が始まった。
関連本として「セイ!ヤング&オールナイトニッポン　70年代深夜放送伝説」という名の本も発行された。

## セイ・ヤング オールナイトニッポンコンサートスペシャル〜Are you ready? Oh!
2010年9月20日の11:00 - 13:00に生放送された特別番組。11:00 - 12:00は文化放送で、時報をまたいで12:00 - 13:00はニッポン放送で文化放送とニッポン放送の間で1時間ごとにリレー放送を行なった。
出演パーソナリティは、「セイ!ヤング」組からさだまさしと谷村新司、「オールナイトニッポン」組から泉谷しげると南こうせつであった。
番組の最初は文化放送に4人が揃い、途中で泉谷と南が抜けて「セイ!ヤング」ベースで、12時をまたいでしばらくは「オールナイトニッポン」ベースで放送され、途中でさだと谷村がニッポン放送で合流する流れとなっていた。

## セイ!ヤング・オールナイトニッポン Are you ready? Oh!
2010年11月13日からは前項の特別番組を発展させ、毎週土曜20:30 - 21:30にレギュラー放送。文化放送とニッポン放送で、30分毎にリレー放送をしていた。レギュラー番組で、局をまたいでリレー放送した例は過去にない。
サントリーフーズの商品「胡麻麦茶」が冠スポンサーとなっていたため、正式タイトルは『サントリー胡麻麦茶presents セイ!ヤング・オールナイトニッポン Are you ready? Oh!』（サントリーごまむぎちゃプレゼンツ-）だった。この他には、東京ガスがスポンサーとなっていた。
放送時間は20:30 - 21:00は文化放送で、時報をまたいで21:00 - 21:30はニッポン放送でそれぞれ放送された。放送期間は2010年11月13日から2011年3月19日まで。
出演パーソナリティは前項の特別番組に引き続き、「セイ!ヤング」組からさだまさしと谷村新司、「オールナイトニッポン」組から泉谷しげると南こうせつ。基本的にこうせつ・さだコンビと泉谷・谷村コンビが2週ずつ交代で担当。
当初は、11月6日から開始する予定だったが、「プロ野球日本シリーズ・第6戦」中継のため、1週延期となった。
出演者はいずれも同一放送日は同一パーソナリティ。基本的に前編（文化放送）・後編（ニッポン放送）と構成されており、併せて一番組となっていた。テーマソングは文化放送版はオープニングが「夜明けが来る前に」でエンディングが「BITTERSWEET SAMBA」。ニッポン放送版はその逆であった。

CM節目に挿入されるアタック・ジングルでは文化放送版は「セイ!ヤング」→番組クレジット→「オールナイトニッポン」。ニッポン放送版はその逆。また、ニッポン放送版はCM明けにフィラーが10秒ほど入っていた。
2月5日はコンサートの模様を放送する特番で19:00 - 21:00は文化放送で泉谷・谷村コンビのナビゲートにより1月29日の模様、21:00 - 23:00はニッポン放送でこうせつ・さだコンビのナビゲートにより1月30日の模様を放送し、3月12日は2011年東北地方太平洋沖地震に伴う緊急報道特別番組で休止となった。

## セイ!ヤング・オールナイトニッポンコンサート Are you ready? Oh!
1月29日　谷村新司のセイ!ヤング&泉谷しげるのオールナイトニッポン〜天才・秀才・バカヤロー〜
出演：谷村新司、泉谷しげる、ばんばひろふみ、あのねのね、笑福亭鶴光、ダウンタウンブギウギバンド
1月30日　さだまさしのセイ!ヤング&南こうせつのオールナイトニッポン
出演：南こうせつ、さだまさし、坂崎幸之助、斉藤安弘、吉田照美
これを前に、1月3日の13:00 - 15:00に、ニッポン放送でパーソナリティに笑福亭鶴光を迎え「ニッポン放送新春特別番組『セイ!ヤング・オールナイトニッポンコンサートまであと26日　Are you ready?Oh!の魅力』」、1月6日に『泉谷しげるの オールナイトニッポンGOLD』、1月11日の20:00 - 21:00に文化放送で『セイ!ヤング スペシャル 谷村新司・ばんばひろふみ 天才・秀才・バカ 〜武道館まで待てない!〜』が放送された。